# Buno-Bonnevaux
Buno-Bonnevaux  [buno bɔnǝvo] je francouzská obec v departementu Essonne, v regionu Île-de-France, 55 kilometrů jihovýchodně od Paříže.

## Geografie
Sousední obce: Gironville-sur-Essonne, Maisse, Milly-la-Forêt, Prunay-sur-Essonne, Oncy-sur-École, Boigneville, Nanteau-sur-Essonne a Tousson.

## Vývoj počtu obyvatel
Počet obyvatel

## Osobnosti obce
- René Lacoste. tenista a módní návrhář, obýval zámek na území obce

## Partnerská města
- Morsbach